# Francisco García (Radsportler)
Francisco Tomas García Rodríguez (* 5. November 1975 in Madrid) ist ein ehemaliger spanischer Straßenradrennfahrer.
Francisco García begann seine Karriere 1998 bei dem spanischen Radsportteam Vitalicio Seguros-Grupo Generali. In seinem ersten Jahr dort nahm er an der Tour de France teil, bei der er aber nach der vierten Etappe ausstieg. Im Jahr darauf wurde er bei der Tour de France zweimal Etappenneunter und belegte in der Gesamtwertung am Ende den 26. Platz. Außerdem gewann García 1999 eine Etappe beim Clásico RCN. 2001 wechselte er zu O.N.C.E.-Eroski, 2002 zu Acqua & Sapone und 2003 zu Antarte-Rota dos Móveis. In der Saison 2005 war er bei dem spanischen Eintagesrennen Gran Premio Área Metropolitana erfolgreich.

## Erfolge
1999
- eine Etappe Clásico RCN

2005
- Gran Premio Área Metropolitana

## Teams
- 1998–2000 Vitalicio Seguros-Grupo Generali
- 2001 O.N.C.E.-Eroski
- 2002 Acqua & Sapone-Cantina Tollo
- 2003 Antarte-Rota dos Móveis (ab 15. März)
- 2004 Antarte-Rota dos Móveis (bis 31. August)
- 2004 Cafés Baqué (ab 1. September)
- 2005 Paredes Rota dos Móveis-Beira Tamega
- 2006 Paredes Rota dos Móveis